# Ludiger von Woldenberg
Ludiger von Woldenberg, auch Ludger II. von Woldenberg, war ein Graf von Woldenberg.
Er begleitete Herzog Heinrich den Löwen in dessen Exil nach England. Nach einigen Jahren kehrte er mit Bernhard II. von Lippe zurück; sie trafen 1184 den Kaiser und besuchten zu Gesprächen über eine Klostergründung das Kloster Hardehausen.
Er war an der Gründung des Klosters Marienfeld beteiligt. 1185 schenkte er der Neugründung 4 Hufen mit Zehntrecht. Später wurde seine Schwester Adelheid von Woldenberg in dem westlich davon gelegenen Kloster St. Aegidii Münster Äbtissin.
Er starb um 1203.
Indizien zufolge befindet sich sein Grab in der Klosterkirche.